# Shvetambar

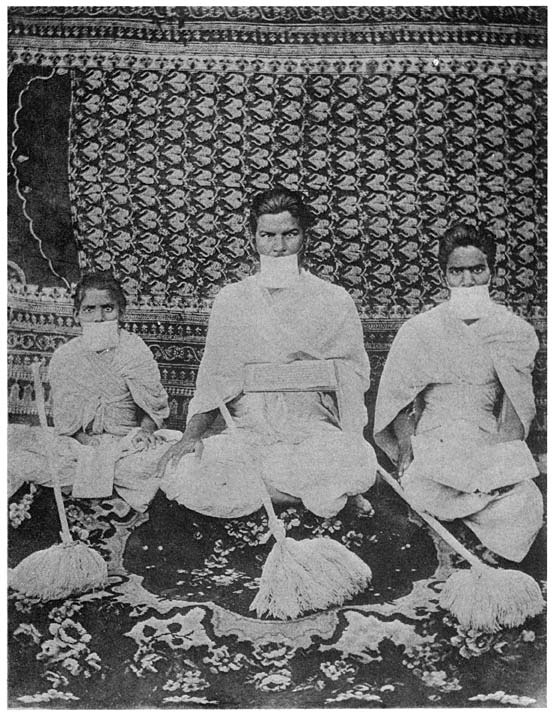
Monniken behorend tot de Shvetambara's

De Shvetambara's (Sanskriet: श्वेताम्बर, śvetāmbara, witgeklede) zijn een jaïnistische monastieke orde.
De Shvetambara's geloven niet dat asceten naakt hoeven te zijn, en geloven ook niet dat vrouwen moksha niet kunnen verkrijgen, wat de Digambara's (een andere jaïnistische orde) wel geloven. Vrouwen kunnen dus ook ascete worden bij de Shvetambara's. Shvetambara's geloven dat de 19e tirthankara een vrouw was. Er zijn ongeveer 5900 nonnen in de orde van de Shvetambara's. 
Monniken en nonnen in de Shvetambara-orde bedekken hun mond met een witte lap stof, zelfs als ze praten, als onderdeel van de beoefening van ahimsa. Daardoor minimaliseren ze de kans dat kleine insecten in hun mond zouden kunnen vliegen en zo per ongeluk gedood zouden worden.